# Formación Bazhenov

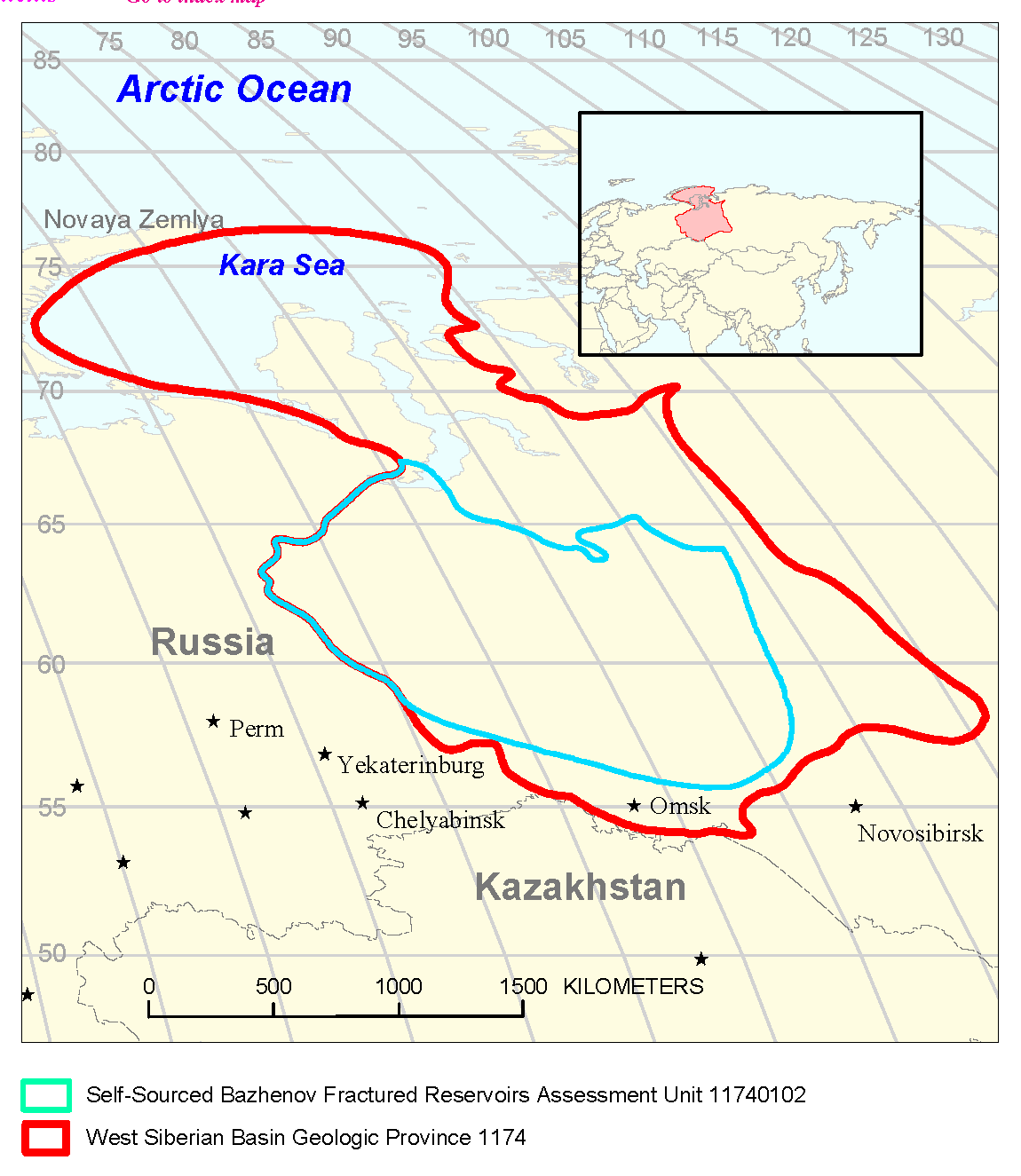
Mapa que muestra la extensión de los recursos existentes de petróleo compacto continuo de la Formación Bazhenov

La formación Bazhenov, también conocida como lutitas de Bazhenov, es una formación geológica de la cuenca petrolífera de Siberia occidental  identificada por F. G. Gurari en 1959 en un área de aproximadamente 1 200 000 km² en Siberia occidental. El nombre proviene del pueblo de Bazhenovo en el distrito Sargatsky del óblast de Omsk. Fue allí donde se descubrieron por primera vez depósitos de arcilla que pertenecen a un tipo de roca madre de petróleo hasta entonces desconocida.
Se formó a partir de sedimentos depositados en un mar de aguas profundas en el Titoniense, última edad y piso de la época Jurásico Superior, y el Berriasiense, primera edad y piso del Cretácico inferior. El mar cubría más de un millón de kilómetros cuadrados en la zona central de la cuenca. Durante este tiempo se depositaron en el fondo del mar, en condiciones anóxicas, lutitas silíceas muy ricas en materia orgánica. El mar estaba conectado con los océanos del mundo y contiene trazas de minerales derivadas de minerales disueltos y materiales orgánicos similares a los sedimentos de sapropel del mar Negro.
Además de ser una prolífica roca madre de aguas marinas profundas, por lo que se ha llamado «la roca madre de petróleo más grande del mundo», se estima que la formación contiene reservas sustanciales de hidrocarburos líquidos no convencionales en forma de petróleo compacto e hidrocarburos sólidos en forma de kerógeno. Estos depósitos se encuentran a profundidades de 2500-3000 m con un espesor de 10 a 44 m.
Una estimación de Wood Mackenzie de la formación Bazhenov sitúa el petróleo en 2 billones de barriles (3,2×1011 metros cúbicos) En 2013, la compañía petrolera rusa Rosneft estimó las reservas recuperables de 22.000 millones de barriles (3,5×109 metros cúbicos) para la formación. La agencia gubernamental rusa Rosnedra estimó en 2012 que el Bazhenov contenía de 180 a 360 000 millones de barriles de reservas recuperables. estimaciones de la Administración de Información Energética de los Estados Unidos publicadas en junio de 2013, la zona prospectiva total del esquisto de Bazhenov cuenta con un recurso de petróleo apretado en peligro de 1 243 000 millones de barriles (1976×1011 metros cúbicos) y un gas de esquisto en peligro de 54 billones de metros cúbicos, con 74. 6.000 millones de barriles (1,186×1010 metros cúbicos) de petróleo y 1.92 billones de pies cúbicos (54 billones de metros cúbicos) de gas como el arriesgado, técnicamente recuperable. Los recursos totales de hidrocarburos se estiman en 50 a 150 billones de toneladas.